# راي نورمان
راي نورمان (بالإنجليزية: Ray Norman)‏ هو لاعب دوري الرغبي أسترالي، ولد في 1889 في سيدني في أستراليا، وتوفي في 29 أبريل 1971 في كوغارة ‏ في أستراليا.